# Phronia melica
Phronia melica är en tvåvingeart som beskrevs av Gagne 1975. Phronia melica ingår i släktet Phronia och familjen svampmyggor.
Artens utbredningsområde är North Carolina. Inga underarter finns listade i Catalogue of Life.